# Bastet

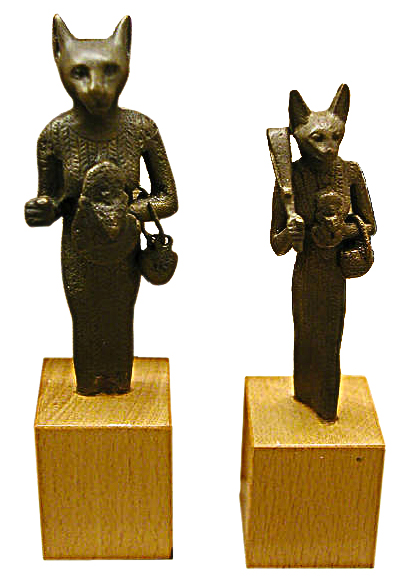
Bohyně Bastet

| W1 | X1 · X1 | B1 |

| W1 | X1 · X1 | B1 |

Bastet (v překladu z egyptštiny „Ta, která je z Bastu“, „Bastijská“) je staroegyptská bohyně zobrazovaná v podobě lvice (později kočky), případně ženy se lví (kočičí) hlavou doložená od doby 2. dynastie.
Laskavá Bastet byla ztělesněním rafinované ženskosti. Tak jako u každé ženy či kočky, v jejíž podobě bývala zobrazována, i u Bastet se za klidem a laskavostí skrýval nevyzpytatelný temperament, který ji mohl změnit v obávané stvoření. Bohyně, která byla běžně považována za ochránkyni lidstva, byla v takovém případě ztotožňována s jiným božstvem - bojechtivou lví bohyní Sachmet.
Bastet představovala hodnou a laskavou bohyni, zároveň však mohla mít i rozzlobené, někdy až kruté chování. Proto byla rychle ztotožněna s příbuznými lvími bohyněmi. S „Mocnou“ Sachmetou vytvořila jediné božstvo, jehož byla mírumilovnější podobou, zatímco Sachmet představovala obávanější složku. Bastet-Sachmet byla obrazem ideální ženy - zároveň přitažlivé i nebezpečné, matky, přítelkyně i milenky, která mohla být něžná i krutá.
Propojení obou kočkovitých šelem bylo tak silné, že na některých zobrazeních je lze jen těžko rozlišit. Na rozdíl od Sachmety, která představovala spalující Slunce, byla Bastet i dobrá a laskavá. Proto je na zobrazeních zachycována s úsměvem. Postavy obou bohyň natolik splývaly, že je společně najdeme i v mýtu o božském zrození panovníka. Podle něj Sachmet faraona počala, zplodila a byla jeho ochránkyní. Bastet ho zase kojila, což ji vyneslo přídomek „královo srdce“. Na reliéfech, které zdobily stěny zádušních chrámů z období Staré říše - např. zakladatele 5. dynastie Sahurea v Abúsíru, je kojení panovníka zachyceno. Král je zpodobněn již jako dospělý muž, a proto jde o rituální úkon, kdy mlékem je předávána božská moc a síla mezi bohyní a panovníkem.
Divoká Sachmet a klidná Bastet byly často považovány pouze za jedny z podob Hathory. Ta byla bohyní lásky a radosti, a vzhledem k oblibě, jíž se těšila po celém Egyptě, byla nezřídka zaměňována za nejrůznější místní božstva a mohla nabývat různých podob. Bastet byla občas považována za mírnější podobu Hathory nebo Sachmety, vždy však u ní převládaly laskavé rysy.
Její výrazně ochranné rysy, typické pro všechny lví bohyně, které ji původně spojovaly s osobou panovníka, byly později modifikovány ve smyslu mateřské ochrany, takže získala povahu mírné a laskavé bohyně. Velké obliby její kult dosáhl v Pozdní a v řecko-římské době. Z tohoto období pocházejí také četné mumie koček. Řekové Bastet ztotožnili s řeckou Artemidou.